# Burlington
|  | Per a altres significats, vegeu «Burlington (desambiguació)». |

Burlington és la ciutat més gran de l'estat de Vermont (Estats Units) i és la capital del comtat de Chittenden. Situada al costat del Llac Champlain té una població de 38.889 habitants, constituint una de les àrees metropolitanes més petites de la nació. L'àrea urbanitzada consisteix en les ciutats de Burlington, South Burlington i Winooski; els pobles de Colchester, Essex i Williston i el petit llogaret d'Essex Junction. La Universitat de Vermont és un dels edificis més emblemàtics de la ciutat.

## Persones il·lustres
- John Dewey (1859 - 1952) filòsof

## Demografia
En el 2000, l'àrea metropolitana incloïa els tres comtats del nord-oest: Chittenden, Franklin i Grand Isle, arribant a una població de 198.889 habitants en el 2000, i de 203.503 habitants en el 2003.